# Іроквой (Південна Дакота)
Іроквой (англ. Iroquois) — місто (англ. city) в США, в округах Кінґсбері і Бідл штату Південна Дакота. Населення — 292 особи (2020).

## Географія
Іроквой розташований за координатами 44°22′4″ пн. ш. 97°50′58″ зх. д. / 44.36778° пн. ш. 97.84944° зх. д. (44.367859, -97.849532).  За даними Бюро перепису населення США в 2010 році місто мало площу 1,61 км², уся площа — суходіл.

## Демографія
Згідно з переписом 2010 року, у місті мешкало 266 осіб у 119 домогосподарствах у складі 76 родин. Густота населення становила 166 осіб/км².  Було 135 помешкань (84/км²).
Расовий склад населення:
| - 98,5 % — білих |

До двох чи більше рас належало 1,5 %. Частка іспаномовних становила 0,4 % від усіх жителів.
За віковим діапазоном населення розподілялося таким чином: 21,8 % — особи молодші 18 років, 63,5 % — особи у віці 18—64 років, 14,7 % — особи у віці 65 років та старші. Медіана віку мешканця становила 40,6 року. На 100 осіб жіночої статі у місті припадало 109,4 чоловіків;  на 100 жінок у віці від 18 років та старших — 112,2 чоловіків також старших 18 років.
Середній дохід на одне домашнє господарство  становив 55 273 долари США (медіана — 47 625), а середній дохід на одну сім'ю — 71 100 доларів (медіана — 54 750). Медіана доходів становила 43 750 доларів для чоловіків та 25 000 доларів для жінок. За межею бідності перебувало 7,4 % осіб, у тому числі 0,0 % дітей у віці до 18 років та 14,3 % осіб у віці 65 років та старших.
Цивільне працевлаштоване населення становило 130 осіб. Основні галузі зайнятості: виробництво — 25,4 %, мистецтво, розваги та відпочинок — 14,6 %, роздрібна торгівля — 12,3 %, сільське господарство, лісництво, риболовля — 11,5 %.